# DJ di m****
DJ di m**** è un singolo del gruppo musicale italiano Lo Stato Sociale, pubblicato il 7 giugno 2019.
Il singolo ha visto la collaborazione della cantante italiana Arisa e della rapper Myss Keta.

## Promozione
Il singolo è stato promosso tramite un profilo Instagram dal nome DJ di m**** in cui comparivano foto e video di personaggi noti che ne annunciavano l'uscita. Inoltre per promuovere il brano il 6 giugno 2019 i componenti de Lo Stato Sociale hanno girato in 24 ore tutte le metropolitane d'Italia facendo tappa a Genova, Torino, Brescia, Milano, Roma, Napoli e Catania.

## Descrizione
La canzone racconta di una storia d’amore destinata a durare appena il tempo di una festa in spiaggia, interrompendosi all'alba dopo che il dj avrà messo l'ultimo disco. La seconda parte del titolo è, quindi, un'invettiva contro quest'ultimo, visto suo malgrado come il colpevole della fine della relazione tra i due protagonisti della canzone. Ad alternarsi nel brano le voci della rapper milanese Myss Keta, de Lo Stato Sociale, impegnato nelle strofe, e di Arisa, che canta il ritornello.

## Video musicale
Il videoclip, diretto da Davide Spina e Matteo Bombarda, è stato pubblicato il 13 giugno 2019 sul canale Vevo-YouTube del gruppo. Il video, girato a Fuerteventura, vede la modella Sarah Tuvera percorrere in skateboard un'enorme strada in mezzo al deserto in cui compaiono, come giganti, i vari membri della canzone.

## Tracce
Testi e musiche di Alberto Cazzola, Lodovico Guenzi, Alberto Guidetti, Francesco Draicchio, Enrico Roberto e Matteo Romagnoli.
1. DJ di m**** (feat. Arisa & Myss Keta) – 3:31

## Successo commerciale
La canzone ha raggiunto la 34ª posizione della classifica radiofonica nazionale.